# Antoine Hey
Antoine Hey (ur. 19 września 1970 w Berlinie, RFN) – niemiecki piłkarz, grający na pozycji pomocnika, trener piłkarski, selekcjoner reprezentacji Rwandy.

## Kariera piłkarska

### Kariera klubowa
Karierę piłkarską rozpoczął w szwajcarskim Grasshopper Club. Od 1989 występował w niemieckich klubach Fortuna Düsseldorf, FC Schalke 04, Tennis Borussia Berlin i SC Fortuna Kolonia. Latem 1997 wyjechał do Anglii, gdzie został piłkarzem Birmingham City F.C. Po dwóch latach powrócił do Fortuny Düsseldorf. W 2000 przeniósł się do VfL Osnabrück. W latach 2001–2003 bronił barw cypryjskiego Anorthosis Famagusta. Potem grał w Bristol City F.C. W 2004 zakończył karierę piłkarską w VfR Neumünster.

## Kariera trenerska
W sezonie 2003/04 jeszcze będąc piłkarzem łączył funkcje trenerskie w VfR Neumünster. Od 2004 do 2006 prowadził reprezentację Lesotho. Potem pracował z reprezentację Gambii. W 2007 pracował na stanowisku głównego trenera tunezyjskiego US Monastir. W lutym 2008 stał na czele reprezentacji Liberii. W lutym 2009 został selekcjonerem reprezentacji Kenii, z którą pracował do jesieni 2009. 2 marca 2017 został selekcjonerem reprezentacji Rwandy.